# 下江洋行
下江 洋行（しもえ ひろゆき、1965年（昭和40年）2月15日 - ）は、日本の政治家。愛知県新城市長（1期）。元新城市議会議員（3期）。

## 来歴
愛知県鳳来町大野（現・新城市）に生まれる。鳳来町立鳳来中学校（現・新城市立鳳来中学校）、愛知県立時習館高等学校、同志社大学法学部政治学科卒業。民間企業に就職。
1994年（平成6年）、帰郷。2009年（平成21年）、新城市議会議員選挙に立候補し初当選。2017年（平成29年）、3期目の当選を果たす。
2021年（令和3年）6月30日、任期満了に伴う新城市長選挙への立候補の意向を表明。同年10月24日、新城市長選挙が告示。現市政の継承を掲げる下江と、市による高速バス運行事業など穂積亮次の市政に批判を強める元市議の白井倫啓が立候補。下江の出陣式には穂積が応援に駆け付けた。10月31日、第49回衆議院議員総選挙とともに市長選が執行。翌11月1日午前に開票が行われ、下江が初当選した。11月13日に就任。
※当日有権者数：37,738人 最終投票率：72.62%（前回比：＋3.39pts）
| 候補者名 | 年齢 | 所属党派 | 新旧別 | 得票数   | 得票率 | 推薦・支持 |
| -------- | ---- | -------- | ------ | -------- | ------ | ---------- |
| 下江洋行 | 56   | 無所属   | 新     | 16,726票 | 62.05% |            |
| 白井倫啓 | 64   | 無所属   | 新     | 10,230票 | 37.95% |            |

## 市政
- 2022年（令和4年）4月1日、性的少数者（LGBTなど）のカップルが婚姻に相当する関係にあると認める「パートナーシップ宣誓制度」を導入した[5]。